# (2392) Jonathan Murray
(2392) Jonathan Murray est un astéroïde de la ceinture principale.

## Description
(2392) Jonathan Murray est un astéroïde de la ceinture principale. Il fut découvert le 25 juin 1979 à Siding Spring par Eleanor Francis Helin et Schelte J. Bus. Il présente une orbite caractérisée par un demi-grand axe de 2,34 UA, une excentricité de 0,15 et une inclinaison de 3,4° par rapport à l'écliptique.

## Compléments